# Трі-Форкс (Монтана)
Трі-Форкс (англ. Three Forks) — місто (англ. town) в США, в окрузі Ґаллатін штату Монтана. Населення — 1989 осіб (2020); за оцінними даними 2012 воно становить 1892 особи.

## Географія
Поблизу міста з'єднуються три основних верхів'я річки Міссурі — Джефферсон, Мадисон та Галлатін. Таким чином, Трі-Форкс, як місце їх злиття, часто сприймається як витік Міссурі.
Трі-Форкс розташоване за координатами 45°53′22″ пн. ш. 111°33′10″ зх. д. / 45.88944° пн. ш. 111.55278° зх. д. (45.889568, -111.552748).  За даними Бюро перепису населення США в 2010 році місто мало площу 3,88 км², з яких 3,73 км² — суходіл та 0,15 км² — водойми.

### Клімат
Місто знаходиться у зоні, котра характеризується вологим континентальним кліматом з теплим літом. Найтепліший місяць — липень із середньою температурою 21 °C (69.8 °F). Найхолодніший місяць — січень, із середньою температурою -5.1 °С (22.9 °F).
| Клімат Трі-Форкса       | Клімат Трі-Форкса | Клімат Трі-Форкса | Клімат Трі-Форкса | Клімат Трі-Форкса | Клімат Трі-Форкса | Клімат Трі-Форкса | Клімат Трі-Форкса | Клімат Трі-Форкса | Клімат Трі-Форкса | Клімат Трі-Форкса | Клімат Трі-Форкса | Клімат Трі-Форкса | Клімат Трі-Форкса |
| Показник                | Січ.              | Лют.              | Бер.              | Квіт.             | Трав.             | Черв.             | Лип.              | Серп.             | Вер.              | Жовт.             | Лист.             | Груд.             | Рік               |
| Абсолютний максимум, °C | 18,9              | 24,4              | 25,6              | 32,2              | 35,6              | 39,4              | 42,8              | 41,1              | 37,8              | 34,4              | 25                | 20                | 42,8              |
| Середній максимум, °C   | 1,3               | 4,8               | 9,2               | 15,4              | 20,8              | 25,2              | 30,8              | 29,9              | 23,6              | 16,7              | 7,6               | 2,7               | 15,7              |
| Середня температура, °C | −5,1              | −1,7              | 2,2               | 7,7               | 12,7              | 16,8              | 21                | 19,9              | 14,3              | 8,5               | 1,1               | −3,5              | 7,8               |
| Середній мінімум, °C    | −11,4             | −8,3              | −4,8              | −0,1              | 4,6               | 8,6               | 11,2              | 9,9               | 5,1               | 0,3               | −5,4              | −9,6              | 0                 |
| Абсолютний мінімум, °C  | −41,1             | −40               | −32,2             | −20,6             | −6,7              | −1,1              | 0                 | −2,8              | −10,6             | −21,1             | −31,7             | −48,3             | −48,3             |
| Норма опадів, мм        | 11                | 8                 | 16                | 30                | 54                | 61                | 32                | 28                | 32                | 23                | 14                | 10                | 318               |
| Днів з опадами          | 5                 | 4                 | 6                 | 8                 | 11                | 11                | 7                 | 6                 | 7                 | 6                 | 5                 | 5                 | 81                |
| Днів зі снігом          | 3,4               | 2,5               | 2,7               | 1,5               | 0,3               | 0                 | 0                 | 0                 | 0,2               | 0,6               | 1,9               | 3                 | 16,1              |
| ----------------------- | ----------------- | ----------------- | ----------------- | ----------------- | ----------------- | ----------------- | ----------------- | ----------------- | ----------------- | ----------------- | ----------------- | ----------------- | ----------------- |
| Джерело: Weatherbase    |                   |                   |                   |                   |                   |                   |                   |                   |                   |                   |                   |                   |                   |

## Демографія
Згідно з переписом 2010 року, у місті мешкало 1869 осіб у 785 домогосподарствах у складі 524 родин. Густота населення становила 481 особа/км².  Було 850 помешкань (219/км²).
Расовий склад населення:
| - 98,1 % — білих - 0,5 % — азіатів - 0,4 % — корінних американців - 0,2 % — чорних або афроамериканців |

До двох чи більше рас належало 0,9 %. Частка іспаномовних становила 2,1 % від усіх жителів.
За віковим діапазоном населення розподілялося таким чином: 24,8 % — особи молодші 18 років, 59,4 % — особи у віці 18—64 років, 15,8 % — особи у віці 65 років та старші. Медіана віку мешканця становила 40,8 року. На 100 осіб жіночої статі у місті припадало 99,7 чоловіків;  на 100 жінок у віці від 18 років та старших — 104,4 чоловіків також старших 18 років.
Середній дохід на одне домашнє господарство  становив 57 485 доларів США (медіана — 51 603), а середній дохід на одну сім'ю — 63 502 долари (медіана — 56 488). За межею бідності перебувало 8,6 % осіб, у тому числі 19,2 % дітей у віці до 18 років та 0,8 % осіб у віці 65 років та старших.
Цивільне працевлаштоване населення становило 926 осіб. Основні галузі зайнятості: мистецтво, розваги та відпочинок — 14,4 %, роздрібна торгівля — 14,1 %, виробництво — 13,9 %.